# Canton de Vendôme-2
Le canton de Vendôme-2 est un ancien canton français situé dans le département de Loir-et-Cher et la région Centre.

## Géographie
Ce canton était organisé autour de Vendôme dans l'arrondissement de Vendôme. Son altitude variait de 76 m (Vendôme) à 141 m (Vendôme) pour une altitude moyenne de 100 m.
Le nom officiel (INSEE) du canton était « Vendôme 2e Canton », souvent abrégé, dans le langage courant, en « Vendôme-2 »

## Histoire
Le canton de Vendôme-2 a été créé par le décret du 24 décembre 1984 scindant en deux le canton de Vendôme.
Il est supprimé lors du redécoupage cantonal de 2014 par le décret du 21 février 2014.

## Représentation
| Période | Période      | Identité                                    | Étiquette   | Qualité |
| ------- | ------------ | ------------------------------------------- | ----------- | --- |
| 1982    | 1998         | Robert Girond                               | PS          | Directeur d'école Maire de Saint-Ouen (1971-1995) Conseiller régional (1986-1998) Ancien conseiller général du canton de Vendôme (1971-1982) |
| 1998    | 2004         | Philippe Degeyne                            | PS          | Médecin Maire-adjoint de Vendôme |
| 2004    | février 2006 | André Gibotteau (décédé en cours de mandat) | UDF         | Médecin Conseiller municipal de Vendôme |
| 2006    | 2015         | Monique Gibotteau                           | UDF puis NC | Infirmière Conseillère municipale de Vendôme depuis 2008 Vice-présidente du Conseil général Elue en 2015 dans le Canton de Vendôme           |

## Composition
Le canton de Vendôme 2e Canton se composait d’une fraction de la commune de Vendôme et de sept autres communes. Il comptait 15 687 habitants (population municipale) au 1er janvier 2012.
| Nom                 | Code Insee | Intercommunalité         | Population (dernière pop. légale)              |
| ------------------- | ---------- | ------------------------ | ---------------------------------------------- |
| Vendôme (chef-lieu) | 41269      | CA Territoires Vendômois | Fraction : 9 835(2012) Commune : 16 879 (2014) |
| Areines             | 41003      | CA Territoires Vendômois | 601 (2014)                                     |
| Marcilly-en-Beauce  | 41124      | CA Territoires Vendômois | 353 (2014)                                     |
| Meslay              | 41138      | CA Territoires Vendômois | 309 (2014)                                     |
| Sainte-Anne         | 41200      | CA Territoires Vendômois | 416 (2014)                                     |
| Saint-Ouen          | 41226      | CA Territoires Vendômois | 3 308 (2014)                                   |
| Villerable          | 41287      | CA Territoires Vendômois | 534 (2014)                                     |
| Villiersfaux        | 41293      | CA Territoires Vendômois | 264 (2014)                                     |

## Démographie

### Évolution démographique
| 1982 | 1990   | 1999   | 2006   | 2011   | 2012   |
| ---- | ------ | ------ | ------ | ------ | ------ |
| -    | 14 419 | 15 147 | 15 368 | 15 613 | 15 687 |

### Âge de la population
La pyramide des âges, à savoir la répartition par sexe et âge de la population, du canton de Vendôme-2 en 2009 ainsi que, comparativement, celle du département de Loir-et-Cher la même année sont représentées avec les graphiques ci-dessous.
La population du canton comporte 48,8 % d'hommes et 51,2 % de femmes. Elle présente en 2009 une structure par grands groupes d'âge similaire à celle de la France métropolitaine. 
Il existe en effet 99 jeunes de moins de 20 ans pour cent personnes de plus de 60 ans, alors que pour la France l'indice de jeunesse, qui est égal à la division de la part des moins de 20 ans par la part des plus de 60 ans, est de 1,06. L'indice de jeunesse du canton est par contre supérieur à celui  du département (0,83) et à celui de la région (0,95).
| Hommes | Classe d’âge | Femmes |
| ------ | ------------ | ------ |
| 0,4    | 90 ans ou +  | 0,5    |
| 7,7    | 75 à 89 ans  | 7,9    |
| 16,6   | 60 à 74 ans  | 16,5   |
| 23,4   | 45 à 59 ans  | 23,4   |
| 20,2   | 30 à 44 ans  | 20,2   |
| 13,9   | 15 à 29 ans  | 13,0   |
| 17,8   | 0 à 14 ans   | 18,5   |

| Hommes | Classe d’âge | Femmes |
| ------ | ------------ | ------ |
| 0,5    | 90 ans ou +  | 1,5    |
| 8,8    | 75 à 89 ans  | 12,1   |
| 15,4   | 60 à 74 ans  | 16,1   |
| 21,2   | 45 à 59 ans  | 20,5   |
| 19,6   | 30 à 44 ans  | 18,7   |
| 15,9   | 15 à 29 ans  | 14,3   |
| 18,6   | 0 à 14 ans   | 16,8   |